# Vescomtat de Léon
El vescomtat de Léon fou una important jurisdicció senyorial del nord-oest de Bretanya.
Hi hauria hagut comtes a Léon als segles IX i X però la documentació que va existir s'ha perdut. Només es conserven dos noms. Guyomarch i Éven. El primer fou un cap bretó contra el que Lluís el Pietós va fer una expedició el 824; encara que no se sap on governava el fet que els futurs vescomtes portessin aquest nom fa probable que fos a Léon. Éven anomenat el Gran per les seves victòries sobre els normands, hauria fundat la ciutat de Lesneven, però això segons una vida del sant Goulven del segle xii o XIII, cosa que ho fa poc fiable. És aquí on se li dona el títol de comte però no s'assenyala que fos comte o vescomte a Léon.
Dom Morice suposa que Even va tenir un fill amb el mateix nom que fou comte de Léon, després un Guyomarch I comte de Léon, el seu fill i finalment Hamon, vescomte vers el 1000 al que després seguiria Morvan. Diu que Éven el primer hauria deixat dos fills Guyomarch i Morvan, que van adoptar el títol de vescomtes de Léon. El gran va seguir la família i el segon fou el tronc dels senyors (vescomtes) de Faou. Un Yli vicecomes esmentat a la necrològica de Landévennec, no dona la data però es tractaria no d'un nom sinó del vescomte de Quéménet-Yli, un territori organitzat a l'inici del segle xi. El títol de vescomte correspondria al concepte carolingi d'administrador d'un pagus al lloc del comte, probablement el pagus Leonensis testimoniat al segle x. L'existència d'un vescomte implicava que abans hi havia hagut un comte que hauria administrat un territori més ampli. En la vida de Sant Pau Aureli, el comte Withur és esmentat com a comte i parent del sant. És possible que el comtat hagués passat als bisbes de Léon o als comtes de Cornualla i haurien sorgit tres o quatre vescomtes (als pagus Leonensis, Achmensis, Castelli -a l'est- i Faou -al sud). El títol de comte només serà portat després del segle X per Hervé II (al segle xii).

## Llista de vescomtes
- Guyomarch I (Guihomarcus Leonensis vicecomes) esmentat el 1021, governava vers la meitat del segle.
- Guyomarch II (mort el 1103), hauria participat en la primera Croada entre 1096 i 1101 i hauria estat fet presoner
- Hervé I (inici del segle xii), fill, esmentat en una carta del 1128.
- Guyomarch III (mort vers 1157), fill, confirmava la fundació del priorat de Saint-Melaine de Morlaix vers 1149/1157.
- Hervé II (mort vers 1169), fill, hauria governat vers 1157 a 1169; es va casar amb la filla d'Esteve de Blois (segon fill d'Esteve Enric de Blois i Meaux) amb el que va estar a Anglaterra el 1139 (on fou nomenat earl de Wiltshire) fins a 1141 i fou llavors quan va agafar el títol de comte quan el seu pare encara governava el vescomtat. El 1148 el duc Conan III el Gros va desheretar al fill Hoel i va designar a la filla Berta, vídua del comte de Penthièvre, Alan el Negre, com a hereva; era la mare del jove Conan (IV) sota custòdia del seu segon marit Eudes de Porhoët, que va exercir l'autoritat ducal contra Hoel i després contra Conan revoltat; el 1154 Conan va fugir a Anglaterra i va demanar ajut a Enric II d'Anglaterra que el va fer reconèixer el 1155 però va quedar quasi vassall d'Enric el que va desfermar l'oposició d'Eudes de Porhoët, Raoul de Fougères i altres nobles. El 1163 Hervé i el seu fill Guyomarch foren capturats pel vescomte de Faou que els va tancar a la fortalesa de Châteaulin. Un altre fill d'Hervé, el bisbe de Léon Hamon, ajudat per Conan IV, va alliberar al seu pare i germà i llavors fou empresonat el vescomte de Faou, son germà i el fill al castell de Daoulas on se'ls va deixar morir de set o fam; però a l'any següent Hervé es va aliar contra Conan IV a Eudes de Porhoët que es va casar en segones noces amb una filla del vescomte o del seu fil; amb suport d'Enric de Penthièvre van devastar les terres de Conan IV; el 1166 Enric II d'Anglaterra va intervenir i va derrotar a Raül de Fougères, destruint el seu castell i va aconseguir la submissió de molts barons quan Conan IV va ser obligat a abdicar i la seva hereva Constança es va casar al seu fill Jofre. Hervé, però, va refusar reconèixer a Constança i Jofre i el 1167 els anglesos van atacar Léon. Guyomarch el seu fill es va sotmetre i Hervé hauria fugit per després retornar, ja que apareix encara en una donació el 1169, quan degué morir poc després.
- Guyomarch IV (mort el 1179), fill; el 1169 va expulsar el seu germà Hamon de la seu episcopal de Saint-Pol-de-Léon, acusat de donar suport a Enric II d'Anglaterra, però el bisbe, amb el suport de Conan IV, va derrotar el seu germà Guyomarch i el va fer presoner segurament el 1170 prop de Commana. Poc després Guyomarch va fer assassinat al seu germà el gener del 1171 però es va acabar havent de sotmetre a Enric II que li va retornar els seus castells menys tres. Es va revotar el 1177 i 1179 perpo fou definitivament sotmès de Jofre Plantagenet fill d'Enric II, que ja era duc de Bretanya, que li va confiscar el comtat excepte dos parròquies pel seu manteniment, donant les altres 11 parròquies al seu fill Guyomarch (el fill segon Hervé va quedar com a ostatge). Guyomarch IV es va comprometre a anar a les Croades, però va morir abans, el setembre del 1179. Estava casat amb Nobilis.
- Guyomarch V (mort vers 1210), fill, personatge brutal i de gran força, cínic, va perdre alguns territoris com Morlaix i la meitat del comtat fou donat al seu germà Hervé. El 1185 els dos germans es van aliar i van recuperar Morlaix i Châteauneuf-du-Faou, el 1186; Enric II d'Anglaterra va haver de fer una nova campanya per sotmetre'ls cosa que va aconseguir fins al 1189. Després es van acostar a França. Els dos germans van assistir a l'assemblea de Vannes el 1203. Es va casar amb una dama de non Margèlia o Margarita que seria filla d'Alan III de Rohan. Un fill de nom Guyomarch « el jove », hauria mort el 1208 i hauria ocupat el seu lloc com a hereu el segon fill Conan.
- Conan I el Breu (mort abans del 1231), fill; va ser capturat amb el duc Artur de Bretanya a Mirebeau el 1202 i Joan sense Terra el va tancar a Chinon, on va romandre fins a la conquesta francesa el juny de 1205; vers 1210 va succeir al seu pare. El 1212 el rei de França li va cedir el comtat de Goëlo a la mort del seu parent Alan, com a administrador fins a la majoria del fill d'Alan, Enric, promès des de 1209 en matrimoni a Alix, filla de Constança i hereva de Bretanya; el 1213 el rei de França va revisar l'acord de prometatge del 1209 i va casar a Alix amb un cosí llunyà, Pere de Dreux conegut com a Pere Mauclerc que va envair les terres de Goëlo el 1214 per assolir la regència; Conan fou també atacat a Léon i Pere va ocupar Lesneven el 1216 i Conan va resistir amb una guerra de guerrilles durant anys fins que el 1222 es va formar una gran coalició de nobles contra Pere (amb Olivier vescomte de Rohan, el vescomte de Faou, de nom Sudan, Hervé del Pont i altres). Pere fou derrotat. Però Pere va vèncer a Amauri de Craon, senescal d'Anjou, a la batalla de Châteaubriant, el 1222 i Conan es va haver de sotmetre de manera honorable. Apareix per darrer cop el 1225 en la fundació de Saint-Aubin-du-Cormier i en una nota del 1229. Hauria mort vers 1231. Estava casat a una germana d'Alan comte de Goëlo (Alan havia heretat Penthièvre el 1205) i va tenir a Guyomarch VI.
- Guyomarch VI (mort vers 1239), que el 1231 va fer homenatge dels seus feus al rei Lluís IX de França durant una revolta contra Pere Mauclerc; el 1237 van fer homenatge de Joan el Roig o el Ros (perquè era ros panotxa); el 1238 va prendre la creu però no va anar a la croada a causa del conflicte amb el duc Joan. A aquestos fets podria estar referida la notícia d'Albert el Gran de 1250 que diu que el duc va entrar al vescomtat de Léon i el va devastar ocupant alguns castells, però després les va retornar al vescomte (com que dona el nom de Guyomarch pel vescomte i 1250 per l'any una de les dues coses ha d'estar malament, ja que en l'esmentat any el vescomte era Hervé).
- Hervé III (vers 1239- vers 1265), fill; el març de 1240 Hervé va cedir al duc el port i castell de Brest, encarregat probablement a una branca jove de la nissaga, a canvi d'una renda de 100 lliures l'any. El seu parent anomenat com ell Hervé, es va oposar a la cessió i el 1241 va incendiar el castell de Quimperlé en 1241 i va morir després que una part dels seus vassalls es van passar al duc. Casat amb una Margarita, el 1265 va casar al seu fill menor d'edat Hervé a una filla de Guiu de Laval senyor de Vitré.
- Hervé IV el Prodig (vers 1265- mort després de 1298), fill, que va dissipar tots els béns de la família; el 1274 va cedir al duc el port i castell de Conquet a canvi de 1500 lliures; va fer altres cessions de llocs i drets i el 1298 ja no li quedava res. Era viu encara quan la seva filla Amada va ratificar la venda del vescomtat el 1298.
- Amada (vers 1298) filla, casada amb Prigent de Coëtmen, vescomte de Tonquédec (casat abans amb Angelina de Châteaubriant), va pactar amb el duc i va cedir tots els seus drets el 1298 a canvi de 3000 lliures; llavors es qualifica com filla del noble Hervé abans vescomte de Léon. Va morir vers 1330.